# Alan Lloyd Hodgkin
Alan Lloyd Hodgkin (ur. 5 lutego 1914 w Banbury w Oxfordshire, zm. 20 grudnia 1998 w Cambridge) – angielski biochemik, laureat Nagrody Nobla w dziedzinie fizjologii lub medycyny.

## Życiorys
W trakcie swojej edukacji Hodgkin ukończył kolejno Downs School w Malvern w hrabstwie Worcestershire (1923–1927), Gresham’s School w Holt w hrabstwie Norfolk (1927–1932) i Trinity College na Uniwersytecie Cambridge (1932–1936). W latach 1937–1938 wyjechał do Instytutu Rockefelera w Nowym Jorku, po czym powrócił do Cambridge i rozpoczął współpracę z Andrew Huxleyem.
W czasie pierwszych miesięcy II wojny światowej znalazł się w lotniczych służbach medycznych, a w latach 1940–1945 pracował w Telecommunications Research Establishment, które zajmowało się konstrukcją radarów i systemem detekcji samolotów.
Po wojnie ponownie podjął współpracę z Huxleyem, w 1952 roku opublikowali Model Hodgkina-Huxleya, opisujący mechanizmy jonowe leżące u podstaw procesów inicjacji i generacji potencjałów czynnościowych w neuronach.
W 1963 roku otrzymał, wraz z Johnem Ecclesem i Andrew Huxleyem, Nagrodę Nobla w dziedzinie fizjologii i medycyny za odkrycie mechanizmów jonowych pobudzania i hamowania na zewnątrz i wewnątrz błony komórkowej neuronów.
W latach 1970–1975 był prezesem Royal Society. Laureat Medalu Copleya.